# Aegocera
Aegocera es un  género de lepidópteros perteneciente a la familia Noctuidae. Es originario de Asia. 

## Especies
- Aegocera bimacula Walker, 1854
- Aegocera tripartita Kirby, 1880
- Aegocera venulia Cramer, [1777]